# Viscosia brevilaima
Viscosia brevilaima är en rundmaskart som beskrevs av Allgen 1959. Viscosia brevilaima ingår i släktet Viscosia och familjen Oncholaimidae. Inga underarter finns listade i Catalogue of Life.